# Heinrich Wilhelm Buek

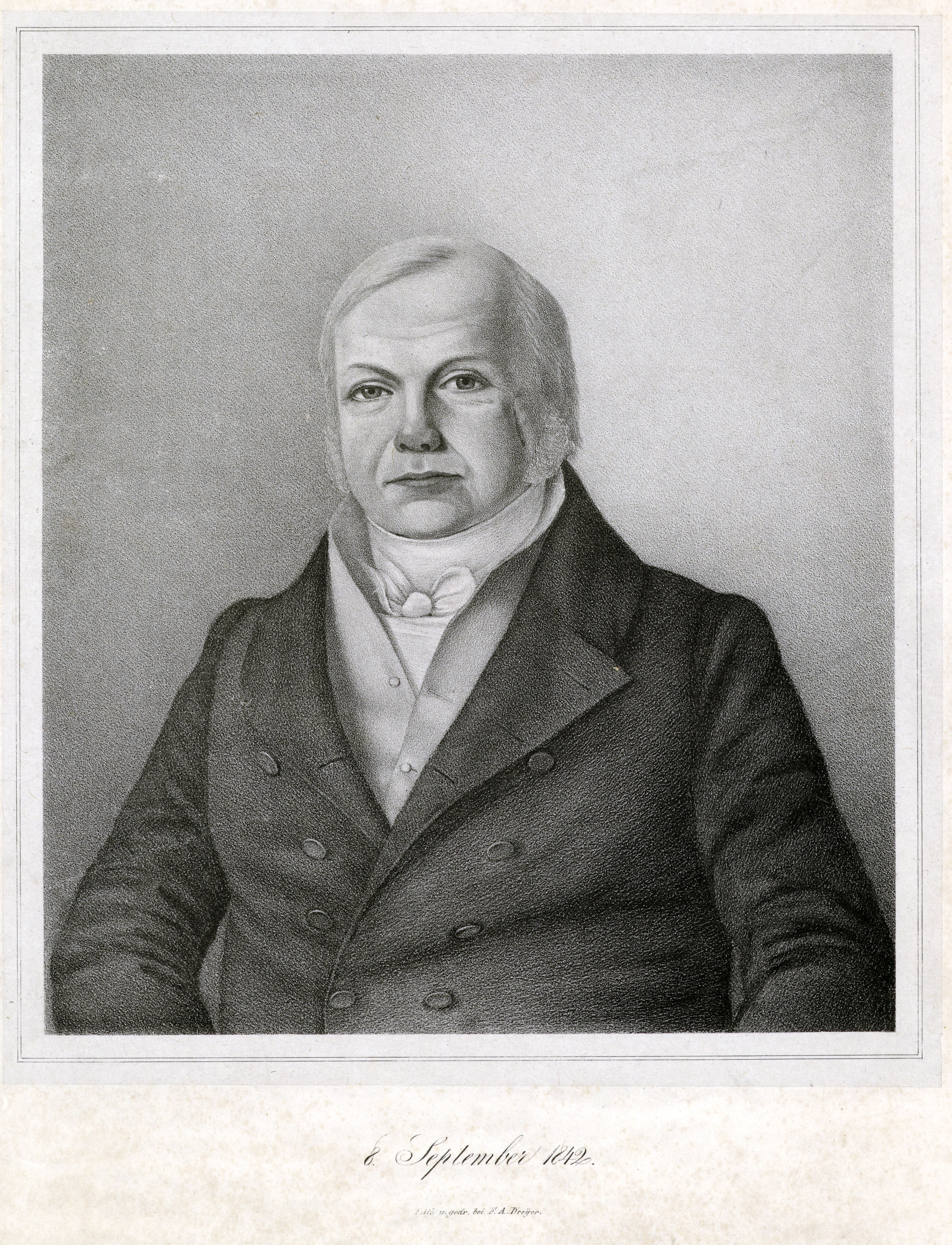
Lithographie von Friedrich Adolph Dreyer (1842)

Heinrich Wilhelm Buek (* 10. April 1796 in Hamburg; † 10. Februar 1879 ebenda) war ein deutscher Arzt und Botaniker.
Sein botanisches Autorenkürzel lautet „H.Buek“.

## Leben und Wirken
Buek war der dritte Sohn des Hamburger Versicherungsmaklers Caspar Heinrich Buek. Seine Mutter war Friederike Marie Henriette, geborene Vogt. Heinrich Wilhelm Buek besuchte zunächst die Ruetesche Vorbereitungsanstalt und ab 1811 die Gelehrtenschule des Johanneums. Im selben Jahr stellte er erste botanische Studien an und erbaute ein Herbarium in Johannes Flüggés botanischem Garten an der Alster, der während der Hamburger Franzosenzeit 1813 zerstört wurde. 1814 studierte Buek zu anatomischen, physiologischen und chirurgischen Fragestellungen am allgemeinen Krankenhaus bei Johann Jacob August Ritter. 1815 assistierte er als Wundarzt während des Feldzugs gegen Napoleon.
Ab Ostern 1816 studierte er in Berlin, ab 1816 an der Universität Halle. Hier assistierte er von September 1818 bis 1819 Peter Krukenberg, der ein internistisches Privatlaboratorium leitete. Am 2. März 1819 folgte die Promotion zum Doktor der Medizin und Chirurgie. Buek kehrte anschließend nach Hamburg zurück, wo er ab November 1819 als praktischer Arzt arbeitete. Darüber hinaus widmete er sich botanischen Studien und unterrichtete ab 1821 privat gehörlose Kinder. 1823 erhielt er eine Anstellung am Freimaurer-Krankeninstitut, führte die Ausbildung gehörloser Kinder fort und gründete 1827 mit Johann Heinrich Christian Behrmann die Hamburger Taubstummenanstalt. Seit 1823 forschte Buek zur Cholera, beschäftigte sich mit meteorologischen Fragestellungen und arbeitete ab 1830 als Garnisonsarzt.
Am 15. November 1833 erwählte ihn der Hamburger Senat zum Landphysicus. Buek organisierte in dieser Funktion den Medizinaldienst in den Geestlanden, Barmbek, Hamm, Horn, den Walddörfern, den Marschlanden und den Vorstädten Hamburgs, die er in feste Gebiete aufteilte. Er organisierte die Ansiedlung von ihm geprüfter Wundärzte und Hebammen und veranlasste die Ansiedlung von Apotheken. Zudem beaufsichtigte er das Veterinärwesen. Buek war dabei zumeist administrativ tätig.

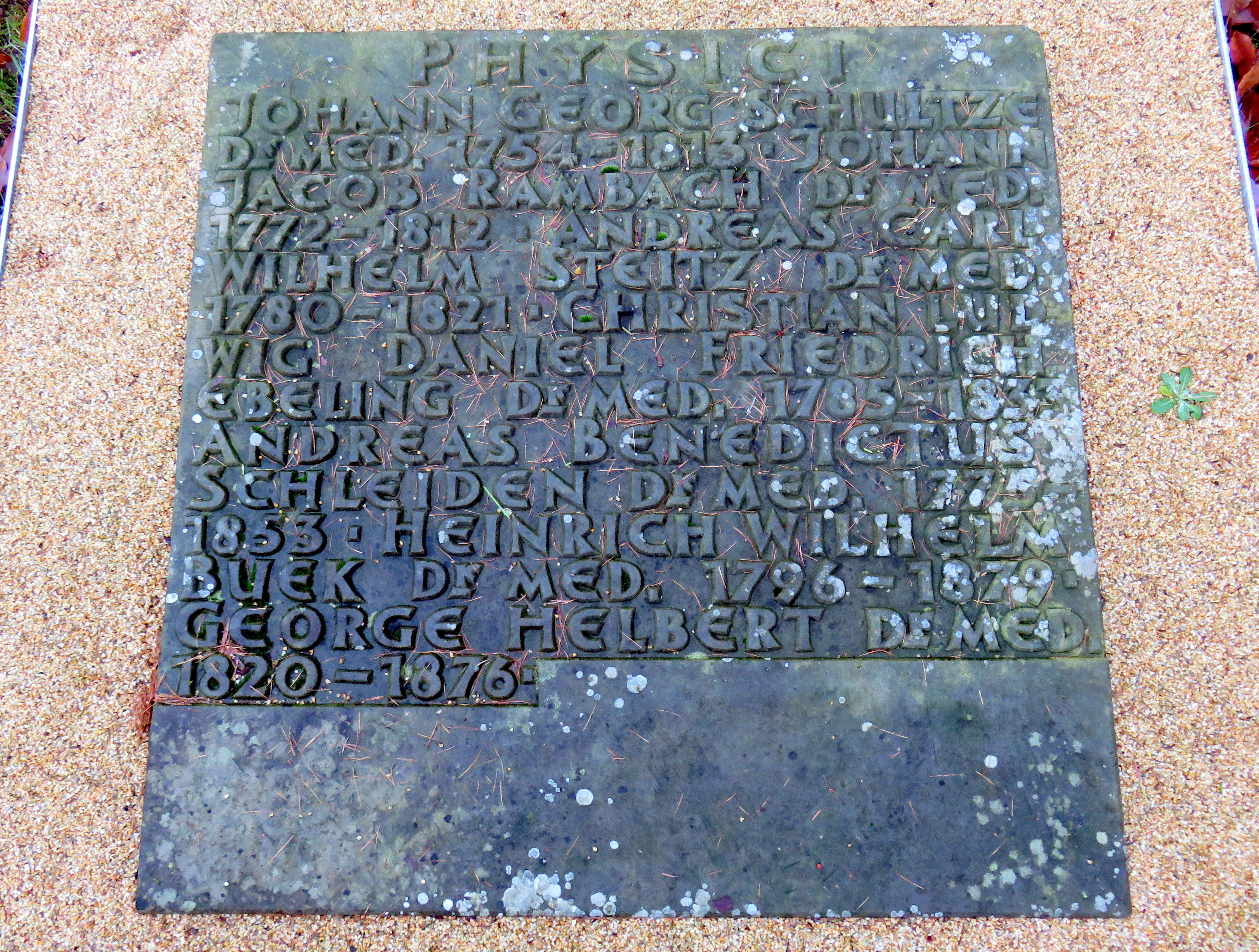
Wilhelm Buek, Sammelgrabplatte Physici, Friedhof Ohlsdorf

Das Amt als Stadtphysikus hatte er von 1851 bis 1871 inne. Als ältester Arzt saß er allen ärztlichen Kommissionen des Gesundheitsrats vor. Zudem fertigte er sanitätspolizeiliche und gerichtliche Gutachten an und überwachte Epidemien. Die Verbreitung der Cholera erklärte er im Sinne der Miasmentheorie und lehnte somit großräumige Quarantänemaßnahmen ab.
Buek war seit 1820 Mitglied der Freimaurerloge Absalom, leitete von 1847 bis 1872 als Großmeister die Große Loge von Hamburg und die Zusammenführung der fünf Hamburger Logen. Er gab der Freimaurerei neue Impulse, schlug die Gründung eines deutschen Großlogenbundes vor und engagierte sich für die Aufnahme von Juden in den Bund der Freimaurer.
Buek war seit 1824 mit Charlotte Adelaide Schiff, Tochter eines Buchhändlers, verheiratet.
Auf dem Ohlsdorfer Friedhof wird auf der Sammelgrabplatte Physici des Althamburgischen Gedächtnisfriedhofs unter anderen an Heinrich Wilhelm Buek erinnert.

## Ehrungen
Nach Heinrich Wilhelm Buek ist die Proteaceaeen-Art Diastella buekii benannt. Der Buekweg in Hamburg-Ohlsdorf erhielt seinen Namen nicht nach Heinrich Wilhelm Buek, sondern nach dessen Cousin, Gustav Buek.